# ديفنويي (ستافروبول)
ديفنويي (بالروسية: Дивное) هي مدينة في مقاطعة ستافروبول كراي في روسيا.
يبلغ عدد سكانها حوالي 15264 نسمة.